# Chameli
Chameli est un film indien de Bollywood réalisé par Sudhir Misra sorti le 9 janvier 2004.
Le film met en vedette Kareena Kapoor et Rahul Bose, le long métrage fut un succès notable aux box-office pour sa performance Kareena Kapoor fut acclamée par la critique et fut récompensée aux  Filmfare Awards dans la catégorie « Meilleure actrice » (critique).

## Box-office
- Box-office en Inde : 100 630 000 roupies indiennes.
- Budget : 30 000 000 roupies indiennes.

Box-office India qualifie le film de « hit ».